# Helmut Schmidt
Helmut Heinrich Waldemar Schmidt (Hamburgo, 23 de dezembro de 1918 — Hamburgo, 10 de novembro de 2015) foi um político do Partido Social-Democrata da Alemanha. Era luterano.
Foi o quinto chanceler da Alemanha, de 1974 a 1982, tendo servido, entre outros, brevemente como Ministro das Relações Exteriores, no fim do seu mandato como chanceler alemão.

## Biografia

### Carreira política
Filho de um educador, Schmidt começou seus estudos no Liceu Lichtwark em Hamburgo. Aos dezasseis anos, ingressou na Juventude Hitlerista, que abandonou dois anos depois. Combateu na Segunda Guerra Mundial na Wehrmacht, o Exército alemão, numa divisão blindada na frente oriental e na ofensiva das Ardenas, atingindo o final da guerra como tenente de artilharia, sendo condecorado com a Cruz de ferro.
Em 1945, após a guerra, estudou economia e ciência política na Universidade de Hamburgo, onde se graduou. Em 1946, enquanto ele estava estudando, ele entrou no Partido Social-Democrata da Alemanha (SPD) na seção de juventude e foi presidente da Liga Estudante Socialista (1947-1947). Exerceu o seu primeiro cargo político no governo municipal de Hamburgo, entre 1949 e 1953, na área de economia e de transporte.
Foi assessor económico da Câmara Municipal, e foi eleito deputado pelo SDP para o Bundestag, o Parlamento Federal Alemão, cargo que ocupou de forma contínua até 1961, quando renunciou à sua cadeira no Parlamento para actuar como ministro do Interior no Senado da cidade-estado de Hamburgo.
Durante o seu serviço em Hamburgo, sua carreira foi relançada em grande parte devido ao sucesso face aos problemas provocados pelas enchentes terríveis na cidade em 1962. Em 1963 juntou-se ao Gabinete paralelo, grupo de oposição social-democrata ao governo da União Democrata-Cristã. Ele retornou ao Bundestag depois de sua eleição em 1965 e, em 1967, após a morte de Fritz Erler, até 1969, passou a desempenhar a presidência do grupo parlamentar do seu partido. Desde 1968, ele também actuou como vice-presidente do Partido Social-Democrata.
Após a vitória do Partido Social-Democrata em 1969 e a nomeação de Willy Brandt como chanceler, Schmidt passou a exercer o cargo de Ministro da Defesa. Nesta posição, ele enfrentou um assunto delicado como foi a renovação de quadros militares, procedendo através de um decreto polémico, a retirada de 30 e a introdução de direitos gerais do soldado. Ele também aceitou a instalação de mísseis nucleares dos EUA. O dinamismo e a energia enorme que ele mostrou na posição, junto com suas ambições políticas, que estavam fornecendo grande apoio e simpatia com que ele pudesse escolher, então, para a sucessão de Brandt no SPD e do Estado. Em 1972, ele ocupou o cargo de Ministro da Economia e Finanças.

## Chanceler da República Federal da Alemanha
Em maio de 1974, o chanceler Willy Brandt renunciou depois de descobrir que um de seus colaboradores mais próximos, Günter Guillaume, era um espião para a Alemanha Oriental. Schmidt foi eleito Chanceler da República Federal da Alemanha em 16 de maio de 1974, dentro de uma coligação de social-democratas e liberal-democratas (FDP), liderado por Walter Scheel.
Na política externa, Schmidt continuou praticando Ostpolitik (normalização das relações com a Alemanha Oriental), que tinha começado o seu antecessor Willy Brandt e buscou uma aproximação com a União Soviética e os países do bloco comunista da Europa do Leste, sem dar-se a reafirmação o papel desempenhado pela República Federal da Alemanha dentro do bloco ocidental e sua posição privilegiada como membro da Comunidade Económica Europeia, da qual foi o papel de liderança junto com o presidente francês Valéry Giscard d'Estaing.
Na política interna enfrentou o problema do crescente número de atentados a bomba, assassinatos e sequestros por parte de organizações terroristas, em particular do grupo Baader-Meinhof, para protestar contra a expansão das usinas nucleares de ambientalistas e movimentos anti-nucleares e demonstrações de produtos de descontentamento estudantil. Na política econômica teve que enfrentar as consequências da crise econômica mundial de 1973, causada principalmente pelo aumento dos preços do petróleo (que se repetiu em 1979), como resolver esse problema em um bem sucedido.
Em alemão eleições parlamentares de 1976 a coalizão de social-democratas e os liberais sofreu um revés, mas conseguiu manter a maioria e foi novamente nomeado Chanceler Schmidt. Em 8 de janeiro de 1977 foi recebido em audiência pelo rei Juan Carlos eo primeiro-ministro Adolfo Suárez em uma visita privada para Madrid. No final de seu mandato deixou relações de refrigeração com os liberais, seus parceiros de coalizão, e até começar a ter detratores graves nas fileiras de seu próprio partido, especialmente sua decisão de apoiar a implantação de mísseis Pershing nucleares Europa em resposta à instalação de soviéticos SS-20 mísseis no leste da Alemanha.
Seu governo foi abalado em 1979, novamente por uma segunda crise do petróleo, e, ao contrário do que aconteceu na primeira vez, os efeitos deste aviso é deixado na economia de forma significativa, aumento da inflação e do desemprego e da balança de pagamentos foi deficitário. Apesar desses problemas, nas eleições de 1980 a coligação conseguiu uma nova vitória, até mesmo superior ao obtido em 1976. Schmidt foi eleito chanceler, mas piorou problemas com colegas de coligação, o Partido Liberal, especialmente na luta econômica. A grave crise que o país enfrenta necessário, de acordo com o Partido Liberal, uma política de cortes no orçamento em bem-estar social que permitam a recuperação econômica.
Após as deliberações tensões orçamento 1982 tornou-se cada vez mais carregada e quebrou a situação, definitivamente, em 17 de setembro, quando o Partido Liberal deixou a coalizão e Eric Schmidt deixou a liderar um governo de minoria dos social-democratas. Em 1 de outubro, Schmidt propôs um voto de confiança no Parlamento Federal e, depois de perder por pouco, foi substituído como chefe do Parlamento por Helmut Kohl, líder de uma coalizão de democratas-cristãos e liberais. Ele continuou a ocupar um assento no Parlamento até a sua aposentadoria da política em setembro de 1986.

## Carreira de jornalista
Depois de abandonar a política foi dedicada ao jornalismo, atuando como co-editor do semanário Die Zeit. Em suas páginas publicadas em desenvolvimento seus encontros com personalidades ilustres como L. Brezhnev, R. Reagan, M. Gorbachev ou Mao Zedong. Ele também publicou vários livros ao longo de sua carreira política e jornalismo, que o levou a ser agraciado com o prêmio em 1996 com Godo. Em 1981, foi-lhe implantado um estimulador cardíaco. Curiosamente note-se que até 1988 não revelou ser de origem judaica, contrastando com sua participação juvenil no movimento nacional-socialista.

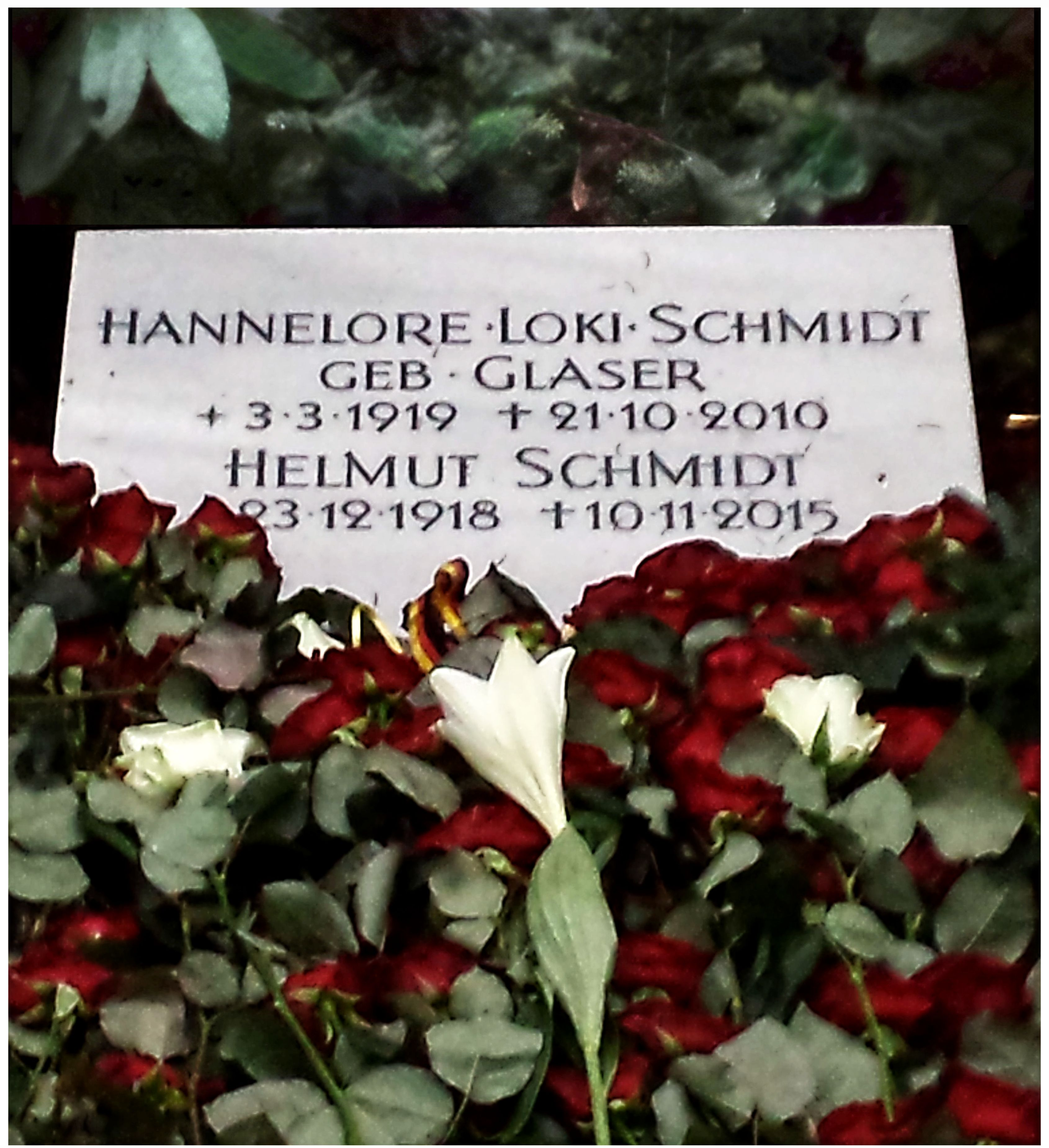
Pedra sepulcral de Loki e Helmut Schmidt

Helmut Schmidt morreu a 10 de novembro 2015, aos 96 anos, depois de seu estado de saúde ter se degradado significativamente. Foi sepultado no Cemitério de Ohlsdorf.